# 히기에이아
히기에이아(Hygieia)는 그리스 신화에 나오는 건강의 여신이다. 아스클레피오스와 함께 그리스, 로마 신화에서 건강을 주관하는 대표적인 신이다. 아스클레피오스가 질병에 걸린 환자들을 직접 치료하는 신이었다면, 히기에이아는 보건과 섭생, 환경 조절 등 건강한 삶에 필요한 지혜를 가르쳐 주는 신이라는 데 차이가 있다. 이런 의미에서 히기에이아는 위생 또는 위생학을 가리키는 하이진의 어원이 되었다. 처음에는 히기에이아가 더 높이 숭배되었으나, 질병에 걸린 환자를 직접 치료하는 것이 더 효과적이라는 믿음이 널리 퍼지면서 아스클레피오스에 대한 숭배가 우위를 차지하게 되었다고 한다.

## 같이 보기
- 10 히기에이아
- 페리클레스